# Platythyrea
Platythyrea är ett släkte av myror. Platythyrea ingår i familjen myror.

## Bildgalleri

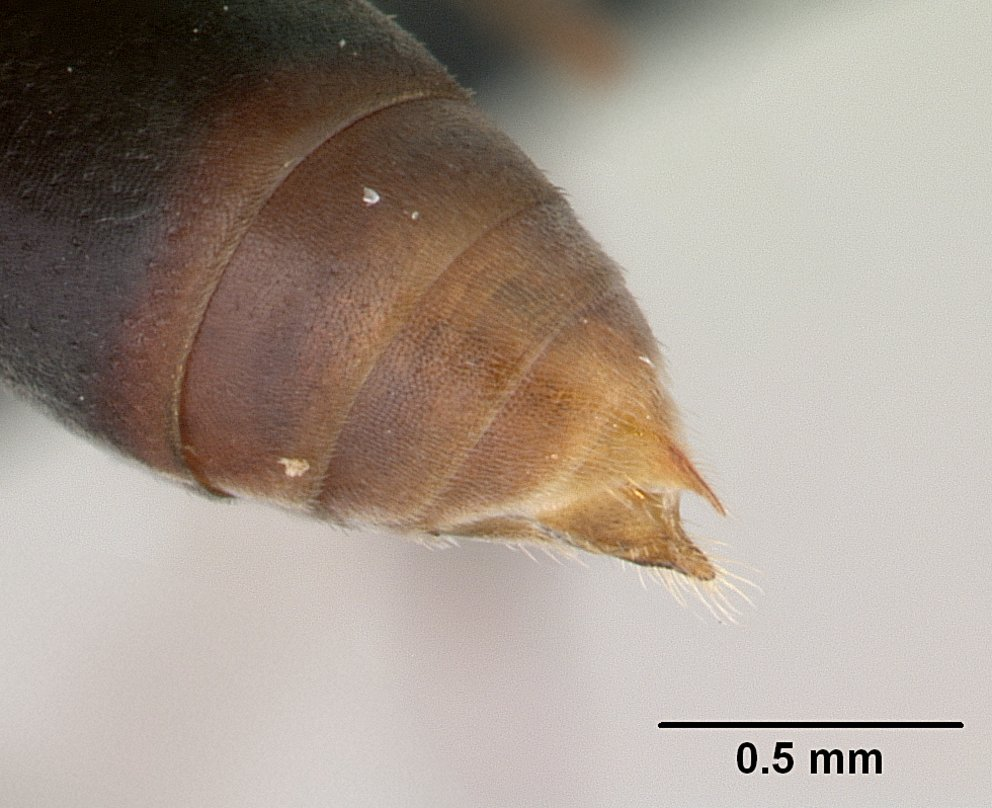
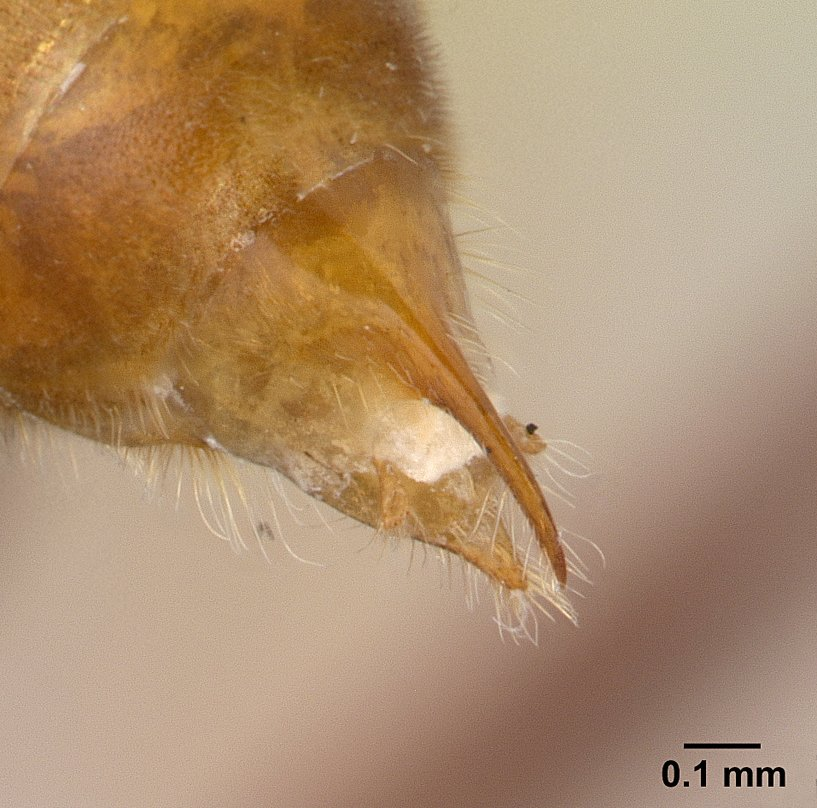
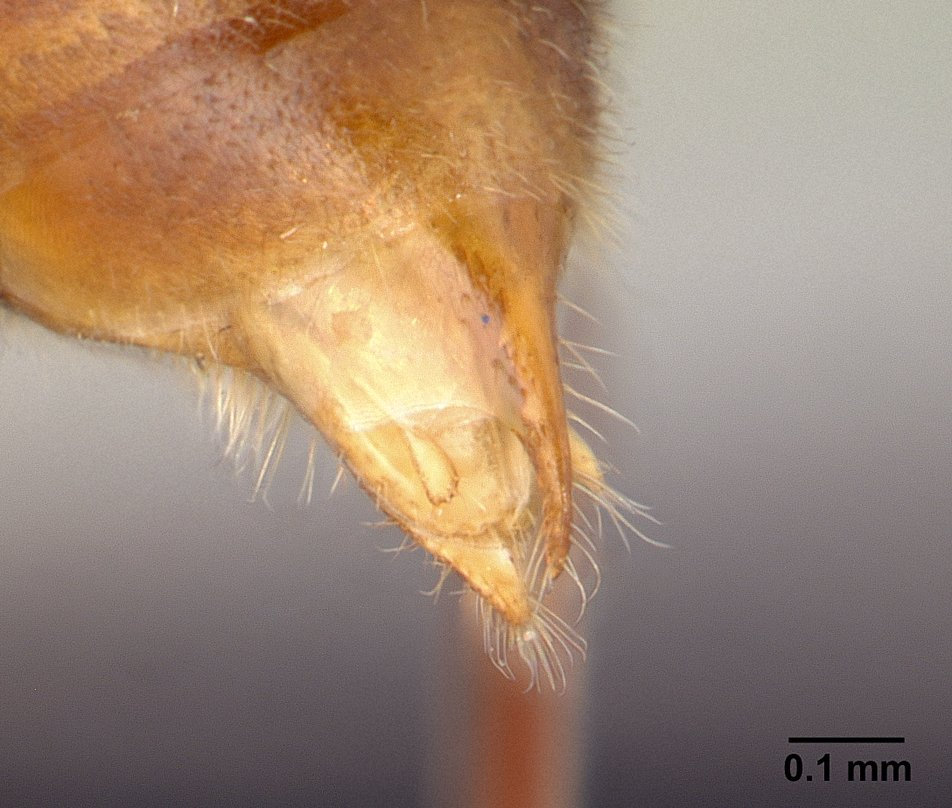
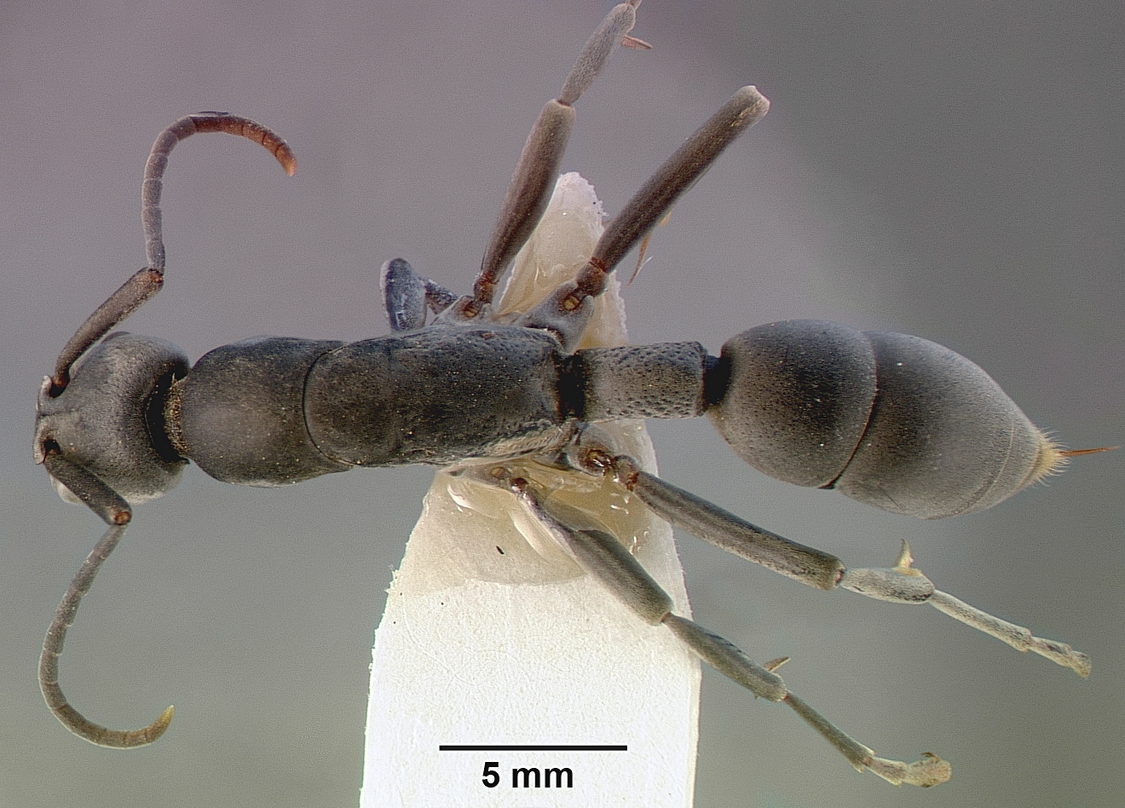
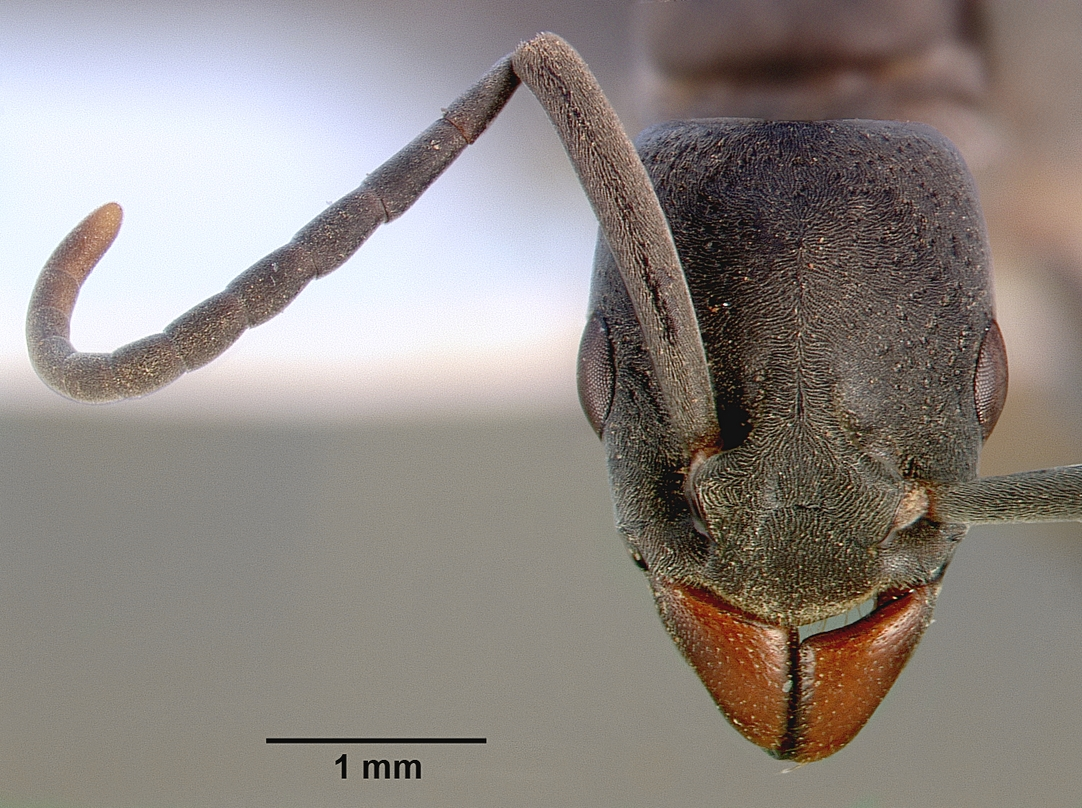
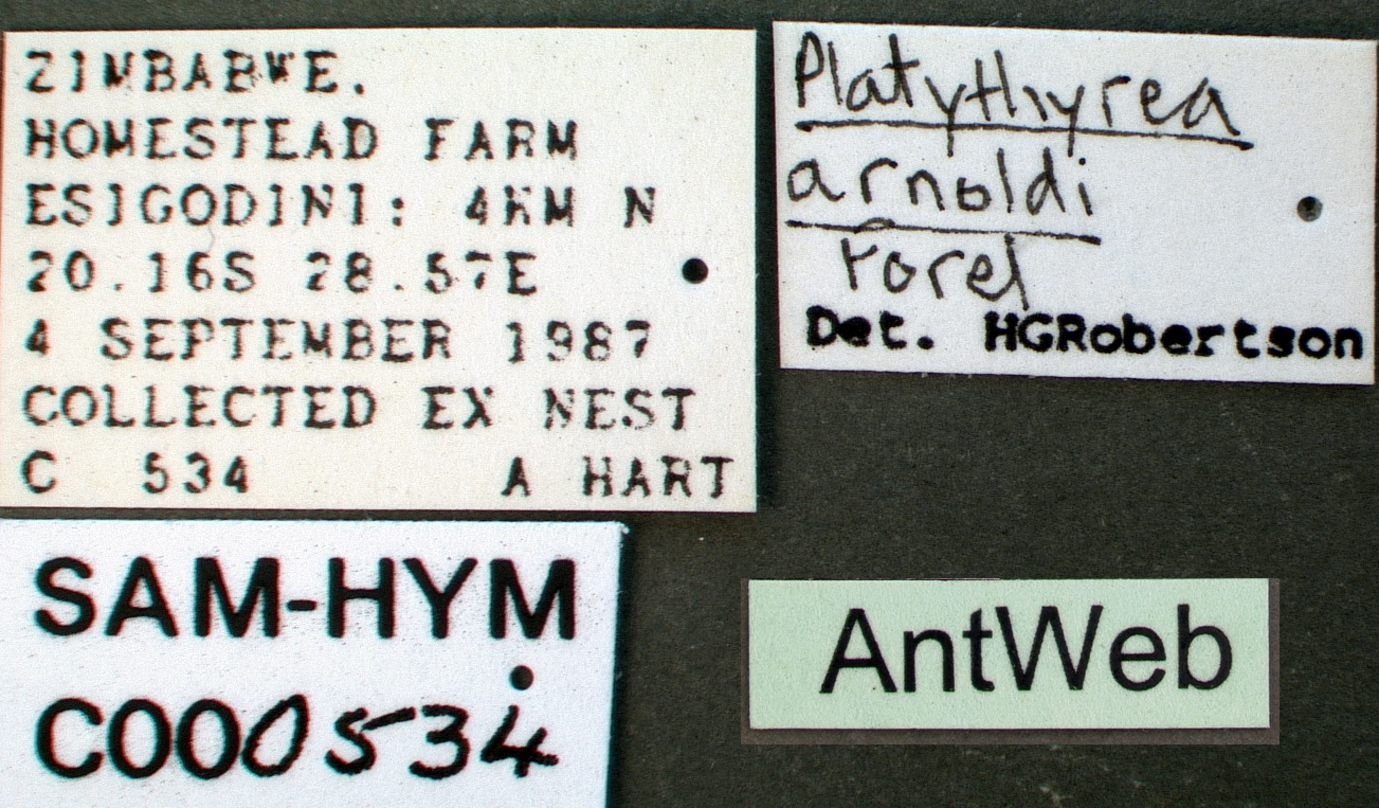

## Dottertaxa tillPlatythyrea, i alfabetisk ordning[1]
- Platythyrea angusta
- Platythyrea arnoldi
- Platythyrea arthuri
- Platythyrea bicuspis
- Platythyrea bidentata
- Platythyrea brunnipes
- Platythyrea clypeata
- Platythyrea conradti
- Platythyrea cooperi
- Platythyrea cribrinodis
- Platythyrea crucheti
- Platythyrea dentinodis
- Platythyrea exigua
- Platythyrea frontalis
- Platythyrea gracillima
- Platythyrea inermis
- Platythyrea lamellosa
- Platythyrea matopoensis
- Platythyrea micans
- Platythyrea mocquerysi
- Platythyrea modesta
- Platythyrea nicobarensis
- Platythyrea occidentalis
- Platythyrea parallela
- Platythyrea pilosula
- Platythyrea primaeva
- Platythyrea prizo
- Platythyrea punctata
- Platythyrea quadridenta
- Platythyrea ruficornis
- Platythyrea sagei
- Platythyrea schultzei
- Platythyrea sinuata
- Platythyrea strenua
- Platythyrea tenuis
- Platythyrea tricuspidata
- Platythyrea turneri
- Platythyrea viehmeyeri
- Platythyrea zodion